# Vombach
Der Vombach, im Oberlauf auch Rohrbach genannt, ist ein etwa 7,8 km langer, nördlicher und orographisch linker Zufluss der Diemel in Nordrhein-Westfalen und Hessen. Er verläuft in den Gemarkungen der Städte Borgentreich in Ostwestfalen und Liebenau in Nordhessen.

## Verlauf und Einzugsgebiet
Der Vombach entspringt als Rohrbach im ostwestfälischen Kreis Höxter im Naturpark Teutoburger Wald/Eggegebirge in der Warburger Börde. Seine Quelle liegt etwa 1,4 km nordöstlich vom Zentrum des Kernorts von Körbecke, einem östlichen Stadtteil von Borgentreich. Sie befindet sich in landwirtschaftlich genutztem Gebiet auf rund 218 m ü. NHN.
Anfangs fließt der Vombach westwärts und dann südwärts. Nach Einmünden eines ebenfalls Vombach genannten, rund 4,8 km langen Bachs, der etwa 2,5 km nordnordöstlich von Körbecke östlich des Naturschutzgebiets Körbecker Bruch auf etwa 225 m (⊙) Höhe entspringt, verläuft er südostwärts und tangiert dabei Körbecke westlich, um dann durch dessen südliche Wohngebiete zu fließen. Etwas weiter südlich bildet der Bach auf kurzer Strecke die Grenze zum nordhessischen Landkreis Kassel und verläuft dort entlang der Naturparkgrenze.
Nach endgültigem Verlassen des Naturparks Teutoburger Wald/Eggegebirge erreicht der nun in Nordhessen fließende Vombach die Kernstadt von Liebenau, wo ihn der Märchenlandweg überquert und er auf etwa 141 m Höhe in den dort von Südwesten kommenden Weser-Nebenfluss Diemel mündet.
Das Einzugsgebiet des Vombachs mit wenigen kleinen Zuflüssen, darunter das auch Vombach genannte Fließgewässer bei Körbecke, ist 19,509 km² groß.

## Ortschaften
Dörfer am oder nahe dem Vombach sind (flussabwärts betrachtet):
- Körbecke – Stadtteil von Borgentreich, Nordrhein-Westfalen (nahe der Quelle)
- Liebenau – Kernort der Stadt Liebenau, Hessen (Mündungsort)